# Belal Mansoor Ali
Belal Mansoor Ali, alla nascita John Kipkorir Yego (in arabo بلال منصور علي‎?; Kenya, 17 ottobre 1988), è un mezzofondista bahreinita di origine keniota.

## Palmarès
| Anno | Manifestazione      | Sede          | Evento         | Risultato  | Prestazione | Note |
| ---- | ------------------- | ------------- | -------------- | ---------- | ----------- | ---- |
| 2005 | Mondiali di cross   | Saint-Galmier | Corsa juniores | 10º        | 24'33"      |      |
| 2005 | Mondiali allievi    | Marrakech     | 1500 m piani   | Oro        | 3'36"98     |      |
| 2005 | Mondiali            | Helsinki      | 800 m piani    | 7º         | 1'45"55     |      |
| 2005 | Mondiali            | Helsinki      | 1500 m piani   | Batteria   | 3'43"15     |      |
| 2006 | Mondiali indoor     | Mosca         | 800 m piani    | Batteria   | 1'48"84     |      |
| 2006 | Mondiali di cross   | Fukuoka       | Corsa juniores | 21º        | 24'52"      |      |
| 2006 | Mondiali juniores   | Pechino       | 800 m piani    | 7º         | 1'49"09     |      |
| 2006 | Mondiali juniores   | Pechino       | 1500 m piani   | Bronzo     | 3'41"36     |      |
| 2006 | Giochi asiatici     | Doha          | 1500 m piani   | Argento    | 3'38"08     |      |
| 2007 | Mondiali            | Osaka         | 800 m piani    | Batteria   | 1'46"34     |      |
| 2007 | Mondiali            | Osaka         | 1500 m piani   | 11º        | 3'36"44     |      |
| 2008 | Mondiali indoor     | Valencia      | 1500 m piani   | Batteria   | 3'41"91     |      |
| 2008 | Giochi olimpici     | Pechino       | 800 m piani    | Semifinale | 1'46"37     |      |
| 2008 | Giochi olimpici     | Pechino       | 1500 m piani   | 7º         | 3'35"23     |      |
| 2009 | Mondiali            | Berlino       | 800 m piani    | Semifinale | 1'46"57     |      |
| 2009 | Mondiali            | Berlino       | 1500 m piani   | 9º         | 3'37"72     |      |
| 2010 | Mondiali indoor     | Doha          | 800 m piani    | Batteria   | 1'51"22     |      |
| 2010 | Giochi asiatici     | Canton        | 800 m piani    | 7º         | 1'49"03     |      |
| 2010 | Giochi asiatici     | Canton        | 1500 m piani   | Bronzo     | 3'38"39     |      |
| 2011 | Campionati asiatici | Kōbe          | 800 m piani    | Batteria   | 1'52"35     |      |
| 2011 | Campionati asiatici | Kōbe          | 1500 m piani   | 5º         | 3'47"26     |      |
| 2012 | Giochi olimpici     | Londra        | 1500 m piani   | 10º        | 3'37"98     |      |
| 2013 | Campionati asiatici | Pune          | 800 m piani    | Bronzo     | 1'48"56     |      |
| 2013 | Campionati asiatici | Pune          | 1500 m piani   | Bronzo     | 3'40"96     |      |
| 2015 | Campionati asiatici | Wuhan         | 800 m piani    | 4º         | 1'51"10     |      |
| 2015 | Campionati asiatici | Wuhan         | 1500 m piani   | Bronzo     | 3'43"67     |      |

## Altre competizioni internazionali
2007
- Bronzo alla World Athletics Final ( Stoccarda), 800 m piani - 1'45"93
- 6º alla World Athletics Final ( Stoccarda), 1500 m piani - 3'38"93

2008
- 7º alla World Athletics Final ( Stoccarda), 1500 m piani - 3'39"62

2009
- 6º alla World Athletics Final ( Salonicco), 1500 m piani - 3'36"42

2010
- Bronzo in Coppa continentale ( Spalato), 800 m piani - 1'44"92